# Yvonne Herløv Andersen
Pour les articles homonymes, voir Andersen.
Yvonne Herløv Andersen est une femme politique danoise née le 11 septembre 1942, membre des Démocrates du centre et ancienne ministre des Affaires sociales puis de la Santé.

## Biographie
Palle Juul-Jensen, l'ancien dirigeant du Conseil national de la santé, a révélé l'homosexualité de Herløv Andersen en 1996, à la suite des critiques de cette dernière et de son prédécesseur au ministère de la Santé, Torben Lund, à propos de sa gestion de l'épidémie de sida, ayant mené conduit à la démission forcée de Juul-Jensen en 1995. Dans ses mémoires, Juul-Jensen se demande ce qui aurait été différent « si les deux précédents ministres de la Santé, avaient, non seulement politiquement mais aussi personnellement, eu une autre relation avec l'Union nationale pour les gays et lesbiennes ». Herløv Andersen et Lund ont par la suite publiquement fait part de leur homosexualité, devenant les premiers députés ouvertement homosexuels du Danemark.